# 계 (성씨)
계(桂)씨는 한국의 성씨이다. 2015년 대한민국 통계청 인구조사에서 6,636명으로 조사되었다. 계씨본관은 수안(遂安)을 비롯하여 금천(衿川) 충주(忠州) 전주(全州) 나주(羅州) 해남(海南) 경주(慶州) 강릉(江陵) 원주(原州) 연안(延安) 초산(楚山) 등 12본이 전하고 있으나,현재는 수안 계씨 1본으로 합본하고 나머지는 세거지로 파악하고 있다.

## 수안 계씨
수안 계씨의 시조 계석손(桂碩遜)은 명나라 성양태수(城陽太守)를 지낸 계경횡(桂炅橫)의 셋째 아들이다. 수안계씨족보(遂安桂氏族譜)에 따르면, 계석손은 명나라에서 예부시랑(禮部侍郞)을 지내다가 고려 말에 한국에 들어와 수안백(遂安伯)에 봉해졌다고 한다.
계씨는 평안북도 선천(宣川)과 강계(江界)을 중심으로 한 관서지방의 명문으로 알려져 왔다.
인물로는 시문집 《봉곡계찰방유집(鳳谷桂察訪遺集)》을 남긴 계덕해(桂德海), 청산리 전투에 참가하고 항일투쟁을 벌이는 한편 대종교(大倧敎)의 정교(正敎)로서 종교운동에도 헌신한 계화(桂和)가 있다.
1930년 국세조사 당시 전체 계씨의 97%가 북한지역에 분포되어 있고 나머지 3%만 남한 지역에 거주하였으며 특히 평안북도 선천군에 대다수의 계씨 집성촌이 있었다.